# Hans-Heinz Feldhoff
Hans-Heinz Feldhoff (* 4. September 1932; † 4. November 2013 in Wachtberg) war ein Generalleutnant der Luftwaffe der Bundeswehr.

## Leben
Feldhoff besuchte das Gymnasium Borbeck in Essen-Bergeborbeck. 1958 trat er in die Bundeswehr ein und wurde zum Offizier ausgebildet. Von 1964 bis 1966 absolvierte er den 9. Generalstabslehrgang Luftwaffe an der Führungsakademie der Bundeswehr (FüAkBw) in Hamburg, wo er zum Offizier im Generalstabsdienst ausgebildet wurde.
Danach war er Referent im Führungsstab der Streitkräfte III 7 im Bundesministerium der Verteidigung in Bonn, Lehrstabsoffizier Lufttaktik an der FüAkBw und Chef des Stabes sowie Stellvertretender Kommandeur der  2. Luftwaffendivision in Birkenfeld. Von 1974 bis 1976 war Feldhoff als Oberst der Geschwaderkommodore des Flugabwehrraketengeschwaders 14 in Oldenburg. Anschließend wurde er Referatsleiter im Führungsstab der Luftwaffe VI 1 im BMVg.
Es folgte eine Verwendung als Chef des Stabes der Luftflottenkommandos. Vom 1. Oktober 1980 bis 31. März 1982 war er Divisionskommandeur der 2. Luftwaffendivision in Birkenfeld. Danach war er Vice Chairman NADC im Supreme Headquarters Allied Powers Europe der NATO in Mons, Belgien. Von dem 1. Oktober 1984 bis dem 30. September 1989 war er als Generalleutnant ein Stellvertreter des Inspekteurs der Luftwaffe.

## Auszeichnungen
- 1982: Verdienstkreuz 1. Klasse des Verdienstordens der Bundesrepublik Deutschland
- 1987: Großes Verdienstkreuz des Verdienstordens der Bundesrepublik Deutschland